# Mónica Estarreado
Mónica Estarreado (Madrid, 29 de junio de 1975) es una actriz española conocida por sus papeles en La verdad de Laura, Yo soy Bea, Hospital Central, La reina del sur o Amar es para siempre.

## Biografía
Mónica se ha hecho popular a raíz de su participación en varios seriales televisivos desde El súper, serie en la que comenzó en 1996, pasando por su trabajo en Yo soy Bea, dónde interpretaba el papel de Cayetana de la Vega. Al salir de clase y La verdad de Laura son otras de las ficciones en las que ha tenido papeles fijos, además de colaborar en otras producciones como 7 vidas, A tortas con la vida o Paraíso.
En diciembre de 2008 abandona Yo soy Bea, incorporándose en abril de 2009 a Hospital Central dando vida a Valeria Peralta, la jefa del SAMUR, serie que compagina en 2010 aprovechando uno de los descansos con la grabación de La reina del sur interpretando a Fátima Mansur, amiga de la protagonista y prostituta, emitida en Antena 3 en 2011.
Después de convertirse en madre por primera vez ese año, vuelve a Hospital Central para grabar los últimos episodios de la serie que finaliza en 2012.
En noviembre de 2012, se confirma su fichaje por Amar es para siempre, la continuación de Amar en tiempos revueltos que se emite en Antena 3 desde 2013 para interpretar a Roberta Castro durante la primera temporada hasta que es encarcelada por adulterio dejando la serie en agosto de 2013. Posteriormente, la pudimos ver en 2014 en un episodio de Aída dando vida a Jennifer, una prostituta de lujo con la que se ha citado Mauricio Colmenero.
En cine cabe destacar sus papeles en En la ciudad sin límites, de Antonio Hernández y Más de mil cámaras velan por tu seguridad, de David Alonso, con Antonio Hortelano y Laura Manzanedo, con la que ya había coincidido en Al salir de clase. También, ha participado en dos obras de teatro: El mercader de Venecia y ¡A saco! entre 2008 y 2010.
Participó en Aquí Paz y después Gloria, da vida a Paz, exnovia de Paco (anteriormente He visto un Ángel), nueva serie de Telecinco protagonizada por Antonio Resines.
En 2022 contrajo matrimonio con el empresario Ricardo Bosan, en la catedral de la Almudena.

## Filmografía

### Series de televisión
| Series de televisión | Series de televisión      | Series de televisión | Series de televisión | Series de televisión |
| Año                  | Título                    | Cadena               | Personaje            | Notas                |
| -------------------- | ------------------------- | -------------------- | -------------------- | -------------------- |
| 1996-1999            | El súper                  | Telecinco            | Leticia Torres       | 738 episodios        |
| 2000                 | Calle nueva               | La 1                 | Elena                | 50 episodios         |
| 2000                 | Paraíso                   | La 1                 | Gladys               | 1 episodio           |
| 2001                 | Al salir de clase         | Telecinco            | Bárbara Salazar      | 57 episodios         |
| 2001-2002            | La verdad de Laura        | La 1                 | Laura Alonso         | 129 episodios        |
| 2004-2005            | De moda                   | TV3                  | Lucía                | 23 episodios         |
| 2005                 | 7 vidas                   | Telecinco            | Lola                 | 1 episodio           |
| 2005                 | A tortas con la vida      | Antena 3             | Tina                 | 3 episodios          |
| 2006-2009            | Yo soy Bea                | Telecinco            | Cayetana de la Vega  | 607 episodios        |
| 2006                 | Mi querido Klikowsky      | ETB1                 | Cayetana de la Vega  | 1 episodio           |
| 2006                 | El comisario              | Telecinco            | Mónica               | 1 episodio           |
| 2009-2012            | Hospital Central          | Telecinco            | Dra. Valeria Peralta | 45 episodios         |
| 2011                 | La reina del sur          | Telemundo            | Fátima Mansur        | 27 episodios         |
| 2013                 | Amar es para siempre      | Antena 3             | Roberta Castro       | 142 episodios        |
| 2014                 | Aída                      | Telecinco            | Jennifer             | 1 episodio           |
| 2015                 | Aquí Paz y después Gloria | Telecinco            | Paz                  | 8 episodios          |
| 2016                 | El Ministerio del Tiempo  | La 1                 | Asunción             | 1 episodio           |
| 2018                 | Centro médico             | La 1                 | Claudia              | 1 episodio           |
| 2022                 | La novia gitana           | Atresplayer          | Sonia                | 8 episodios          |

### Películas
| Películas | Películas                                 | Películas      | Películas        |
| Año       | Título                                    | Personaje      | Notas            |
| --------- | ----------------------------------------- | -------------- | ---------------- |
| 1995      | Palace                                    | Princesa Buaur | Papel secundario |
| 2001      | Año cero                                  | Mónica         | TV Movie         |
| 2002      | En la ciudad sin límites                  | Beatriz        | Papel secundario |
| 2002      | Al alcance de su mano                     | Olga           | TV Movie         |
| 2003      | Más de mil cámaras velan por tu seguridad | Mónica         | Papel menor      |
| 2006      | Válido para un baile                      | Mujer          | Cortometraje     |
| 2016      | Dales lo que quieren                      | Mónica         | Cortometraje     |

### Teatro
| Obras de teatro | Obras de teatro        | Obras de teatro | Obras de teatro |
| Año             | Título                 | Personaje       | Notas           |
| --------------- | ---------------------- | --------------- | --------------- |
| 2008-2009       | El mercader de Venecia | Porcia          | Papel principal |
| 2010            | ¡A saco!               | Patri           | Papel principal |